# Sơn Tây đẳng xử Thừa tuyên Bố chính sứ ty
Sơn Tây đẳng xử Thừa Tuyên bố chính sứ ty (chữ Hán: 山西等處承宣布政使司), gọi tắt là Sơn Tây Bố chính sứ ty, là một trong 13 khu vực hành chính cấp tỉnh dưới triều Minh (1368 – 1644), quản hạt 6 phủ, 20 châu và 79 huyện. Nha môn Bố chính sứ ty đặt tại Thái Nguyên phủ (nay là thành phố Thái Nguyên, tỉnh Sơn Tây).

## Lịch sử hình thành và phát triển
Sơn Tây Bố chính sứ ty dưới thời Nguyên thuộc Trung Thư tỉnh. Hồng Vũ nguyên niên (1368) đổi Tấn Ninh lộ thành Bình Dương phủ, Ký Ninh lộ thành Thái Nguyên phủ, Đại Đồng lộ thành Đại Đồng phủ, thăng các châu Lộ, Trạch, Thấm và Liêu thành trực lệ châu. Hồng Vũ năm thứ 2 (1369) thành lập Sơn Tây Hành Trung thư tỉnh, thủ phủ đặt tại Thái Nguyên, quản lý các phủ Thái Nguyên, Bình Dương, Đại Đồng, các trực lệ châu Lộ, Trạch, Thấm và Liêu. Hồng Vũ năm thứ 9 (1376), thiết lập Bố Chính sứ ty, Phần châu thăng cấp thành trực lệ châu. Gia Tĩnh năm thứ 8 (1529), thăng cấp Lộ châu thành Lộ An phủ. Vạn Lịch năm thứ 23 (1595), Phần châu thăng cấp thành phủ.

## Các phủ, châu trực thuộc

### Thái Nguyên phủ(太原府)
Dưới thời Nguyên là Ký Ninh lộ. Cuối Hồng Vũ nguyên niên (1369), đổi thành Thái Nguyên phủ. Hồng Vũ nguyên niên (1368) thì trực thuộc hành tỉnh. Quản lý trực tiếp các huyện Dương Khúc, Thái Nguyên, Du Thứ, Thái Cốc, Kì, Từ Câu, Thanh Nguyên, Giao Thành, Văn Thủy, Thọ Dương, Vu, Tĩnh Nhạc, Hà Khúc.
Các châu trực thuộc:
- Bình Định

Quản lý huyện Nhạc Bình.
- Hãn Châu

Quản lý huyện Định Tương.
- Đại Châu

Quản lý các huyện Ngũ Thai, Phồn Trì, Quách.
- Khả Lam

Quản lý các huyện Lam, Hưng.
- Bảo Đức

### Bình Dương phủ(平陽府)
Dưới thời Nguyên là Tấn Ninh lộ. Hồng Vũ nguyên niên (1368) đổi thành Bình Dương phủ, đến năm thứ 2 (1369) trực thuộc Sơn Tây Hành tỉnh. Nha môn đặt tại huyện Lâm Phần. Quản lý trực tiếp các huyện Lâm Phần, Tương Lăng, Hồng Động, Phù Sơn, Triệu Thành, Thái Bình, Nhạc Dương, Khúc Ốc, Dực Thành, Phần Tây, Bồ, Linh Thạch. Địa phận ngày nay thuộc địa cấp thị Lâm Phần.
Các châu trực thuộc:
- Bồ Châu

Quản lý các huyện Lâm Tấn, Vinh Hà, Y Thị, Vạn Tuyền, Hà Tân.
- Giải Châu

Quản lý các huyện An Ấp, Hạ, Văn Hỉ, Bình Lục, Nhuế Thành.
- Giáng Châu

Quản lý các huyện Tắc Sơn, Giáng, Viên Khúc.
- Hoắc Châu

- Cát Châu

Quản lý huyện Hương Ninh.
- Tập Châu

Quản lý các huyện Đại Ninh, Vĩnh Hòa.

### Phần Châu phủ (汾州府)
Dưới thời Nguyên là Phần châu thuộc Ký Ninh lộ. Hồng Vũ năm thứ 9 (1376), thăng cấp thành trực lệ châu, trực thuộc Sơn Tây Bố Chính sứ. Vạn Lịch năm thứ 23 (1595) thăng cấp thành Phần Châu phủ, nha môn đặt tại Phần Dương huyện. Quản lý trực tiếp các huyện Phần Dương, Hiếu Nghĩa, Bình Diêu, Giới Hưu, Thạch Lâu, Lâm.
Các châu trực thuộc:
- Vĩnh Ninh

Quản lý huyện Ninh Hương.

### Lộ An phủ(潞安府)
Dưới thời Nguyên là Lộ Châu thuộc Tấn Ninh lộ. Hồng Vũ năm thứ 2 (1369) thăng làm trực lệ châu thuộc Sơn Tây Hành tỉnh. Gia Tĩnh năm thứ 8 (1529) thăng thành Lộ An phủ, nha môn đặt tại Trường Trị huyện. Quản lý trực tiếp các huyện Trường Trị, Trường Tử, Đồn Lưu, Tương Viên, Lộ Thành, Hồ Quan, Lê Thành, Bình Thuận. Địa phận ngày nay thuộc địa cấp thị Trường Trị.

### Đại Đồng phủ(大同府)
Dưới thời Nguyên là Đại Đồng lộ. Hồng Vũ năm thứ 2 (1369) đổi thành Đại Đồng phủ thuộc Sơn Tây Hành tỉnh, nha môn đặt tại Đại Đồng huyện. Quản lý trực tiếp các huyện Đại Đồng, Hoài Nhân.
Các châu trực thuộc:
- Hỗn Nguyên
- Ứng Châu

Quản lý huyện Sơn Âm.
- Sóc Châu

Quản lý huyện Mã Ấp.
- Vũ Châu

- Uất Châu

Quản lý các huyện Quảng Linh, Quảng Xương, Linh Khâu, Định An.

### Trạch châu(泽州)
Dưới thời Nguyên thuộc Tấn Ninh lộ. Hồng Vũ năm thứ 2 (1369) thăng làm trực lệ châu, trực thuộc Sơn Tây Hành tỉnh. Quản lý trực tiếp các huyện Phượng Thai, Cao Bình, Dương Thành, Lăng Xuyên, Thấm Thủy. Địa phận ngày nay thuộc địa cấp thị Tấn Thành.

### Thấm châu (沁州)
Dưới thời Nguyên thuộc Tấn Ninh lộ. Hồng Vũ năm thứ 2 (1369) thăng làm trực lệ châu, trực thuộc Sơn Tây Hành tỉnh. Vạn Lịch năm thứ 23 (1595) giáng thành châu thuộc Phần Châu phủ, đến năm Vạn Lịch thứ 32 (1604) lại khôi phục trực lệ châu. Quản lý trực tiếp các huyện Thấm Nguyên, Vũ Hương.

### Liêu châu (遼州)
Dưới thời Nguyên thuộc Tấn Ninh lộ. Hồng Vũ năm thứ 2 (1369) thăng làm trực lệ châu, trực thuộc Sơn Tây Hành tỉnh. Quản lý trực tiếp các huyện Du Xã, Hòa Thuận.

### Phong châu (豐州)
Dưới thời Nguyên thuộc Đại Đồng lộ. Bị phế bỏ thời Hồng Vũ, Tuyên Đức nguyên niên (1426) được tái lập, đến Chính Thống năm thứ 14 (1449) bị phế bỏ lần nữa. Quản lý huyện Vân Nội.

## Danh nhân

### Tướng lĩnh
- Tôn Truyền Đình